# Hermann-Frieb-Realschule
Die Hermann-Frieb-Realschule ist eine sechsstufige Realschule an der Hohenzollernstraße im Münchner Stadtbezirk Schwabing-West.

## Geschichte
Das Schulgebäude wurde 1906 nach Entwürfen des Münchner Stadtbaurats Robert Rehlen in deutschen Renaissanceformen als viergeschossiger dreiflügeliger Gruppenbau mit geschweiften Giebeln, reicher Gliederung und Dekor errichtet. Es steht als Baudenkmal in der Bayerischen Denkmalliste und ist ein Ort des Kulturgeschichtspfades Schwabing-West.
In der damaligen Hohenzollernschule gründete der Stadtschulrat Georg Kerschensteiner im Jahre 1910 zwei Versuchsklassen nach dem Konzept der Arbeitsschule. Die Schüler dieser Klassen wurden nach dem Prinzip der Selbsttätigkeit erzogen; eine wichtige Rolle spielte dabei die praktische Tätigkeit, etwa im Werkunterricht.
1938–1945 diente das Schulgebäude als Reservelazarett München III; danach bis 1960 als „Chirurgisches Krankenhaus München-Nord“.
Die heutige Realschule wurde 1961 gegründet und im Februar 1964 nach dem Widerstandskämpfer Hermann Frieb benannt.
1968 wurde als „Zweigstelle“ der Hermann-Frieb-Realschule die Balthasar-Neumann-Realschule gegründet.

## Ausbildungsrichtungen
Ab der 7. Jahrgangsstufe werden den Schülern folgende Ausbildungsschwerpunkte (Wahlpflichtfächergruppen) angeboten:
- Wahlpflichtfächergruppe I: mathematisch-naturwissenschaftlicher Zweig
- Wahlpflichtfächergruppe II: Französischer Zweig
- Wahlpflichtfächergruppe IIIb: Kunst / Werken oder Musik

## Besonderheiten
Die Schule ist den pädagogischen Ideen Kerschensteiners verpflichtet. So wird im Bereich der musikalischen Bildung in den Jahrgangsstufen fünf und sechs eine Bläserklasse mit Instrumentalunterricht angeboten.
Die Schüler können sich im Schulorchester, im Chor, der Percussiongruppe, der Swing-Band und dem Theater engagieren.
Es wird eine Nachmittagsbetreuung durch Lehrkräfte angeboten, die unter anderem die Aufsicht des Mittagstisches und eine Hausaufgabenbetreuung umfasst. Dabei sollen die Schüler lernen, sich gegenseitig zu unterstützen und Probleme gemeinsam zu lösen.